# Château du Pineau

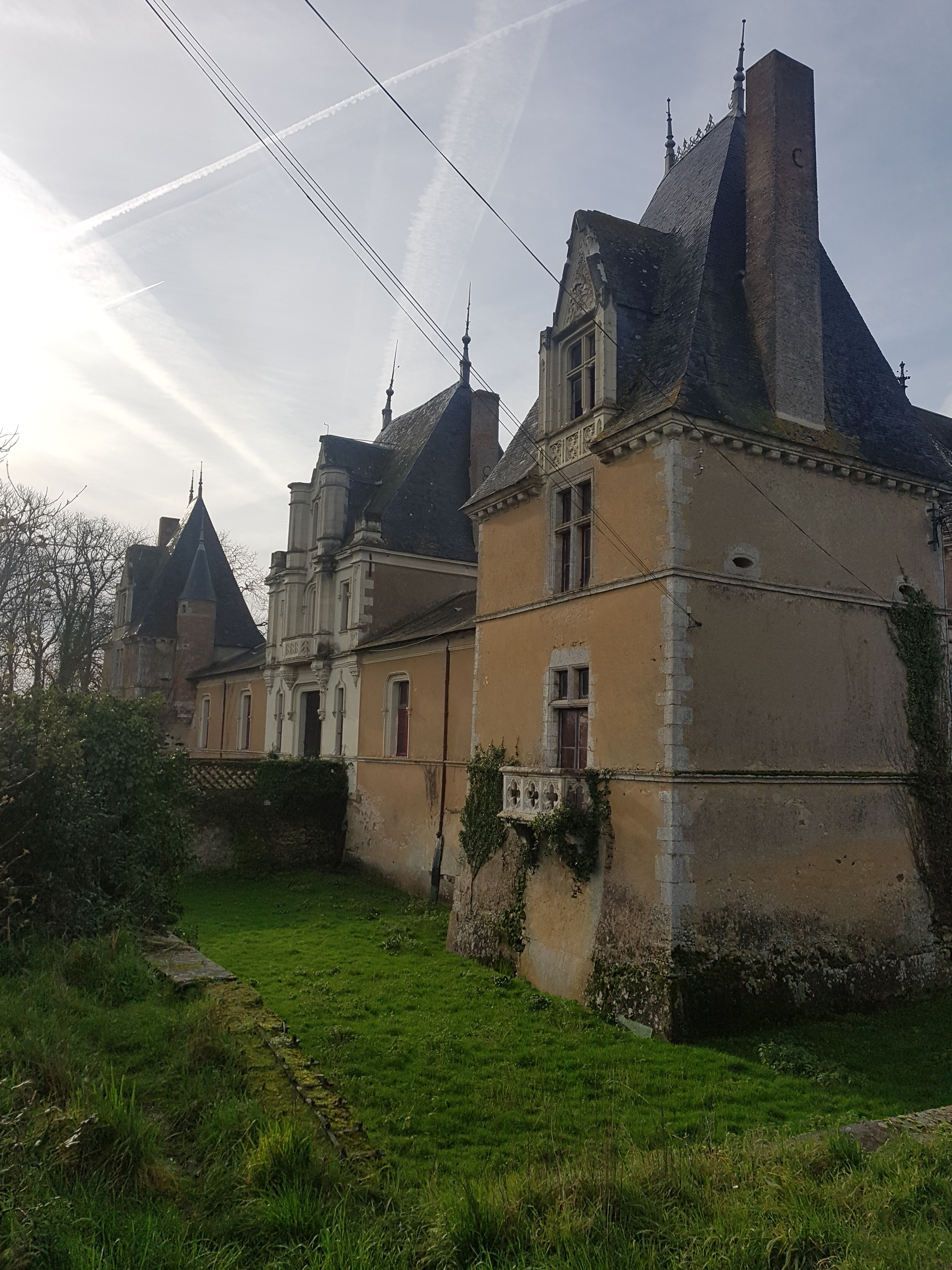
Vue façade principale du château du Pineau

Le château du Pineau est situé en France, dans la commune déléguée de Champ-sur-Layon (commune nouvelle de Bellevigne-en-Layon), dans le département de Maine-et-Loire, en région Pays de la Loire.

## Histoire
Nommé aussi le Pineau-Gilbourg, la seigneurie du Pineau appartenait jusqu'en 1543 à la famille du Pineau, puis par mariage à la famille de l'Esperonnière. En 1678 il passa à la famille des Herbiers de l'Estanduère, puis vendu en 1705 à Henri du Mesnil d'Aussigné. Le petit-fils de ce dernier était Pierre-Étienne Dumesnil Dupineau (1757-1821), maire de Thouarcé de 1789 à 1791, émigré en 1791.   
Au XVIIe siècle le château comprenait tours, pavillons, pont-levis, batteries, douves et une chapelle. L'édifice remanié au XVIIIe siècle avec l'ajout d'une vaste cour, fut brûlé pendant la Révolution et la guerre de Vendée, et reconstruit au XIXe siècle de 1844 à 1872 par l'architecte René Hodé pour Charles Delaunay, conseiller général et maire de Champ-sur-Layon. L'ancienne chapelle est détruite et une nouvelle est construite en 1850-1852. De l'ancien château il ne reste que les deux tours rondes.   

## Propriétaire successifs
- 1403 - Jehan du Pineau
- 1442 - Isabelle du Pineau
- 1489 - Guy du Pineau
- 1507 - Simon du Pineau
- 1512 - Jacques du Pineau
- 1524 - René du Pineau et des Gardes
- 1533 - Marguerite Guesdon (Veuve de René du Pineau)
- 1543 - François de l'Esperonnière
- 1566 - Antoine de l'Esperonnière, de la Roche-Bardoul et de la Chaperonnière
- 1662 - Francois de l'Esperonnière
- Antoine, Marquis de la Roche-Bardoul, Seigneur de la Saulaye, du Breil, de Vritz, des Gardes et du Pineau
- 1678 -  Henri des Herbiers de l'Estanduère[3]
- 1705 -  Henri du Mesnil d'Aussigné
- 1726 - 1754 Étienne du Mesnil d'Aussigné [4]
- 1761 - 1763 Pierre du Mesnil dit du Pineau
- 1787 - 1792 Pierre-Étienne Dumesnil Dupineau
- 7 thermidor An VI (25 juillet 1798) - George-Marie Delaunay
- 1844 - Charles Delaunay
- 1895 - 1937 - Comtesse d'Aviau de Piolant [5]
- 1938 - Famille Cesbron-Lavau
- 1946 - Famille de Raucourt
- 1957 - Famille de Roche-Gibert [1]
- 2023 - Famille Durand

## Sources
- Dictionnaire historique du Maine-et-Loire, Célestin Port, 1878, et version révisée 1989.
- Histoire généalogique de la maison de l'Esperonnière par Théodore Courtaux, 1889.